# レユニオンの空手事情

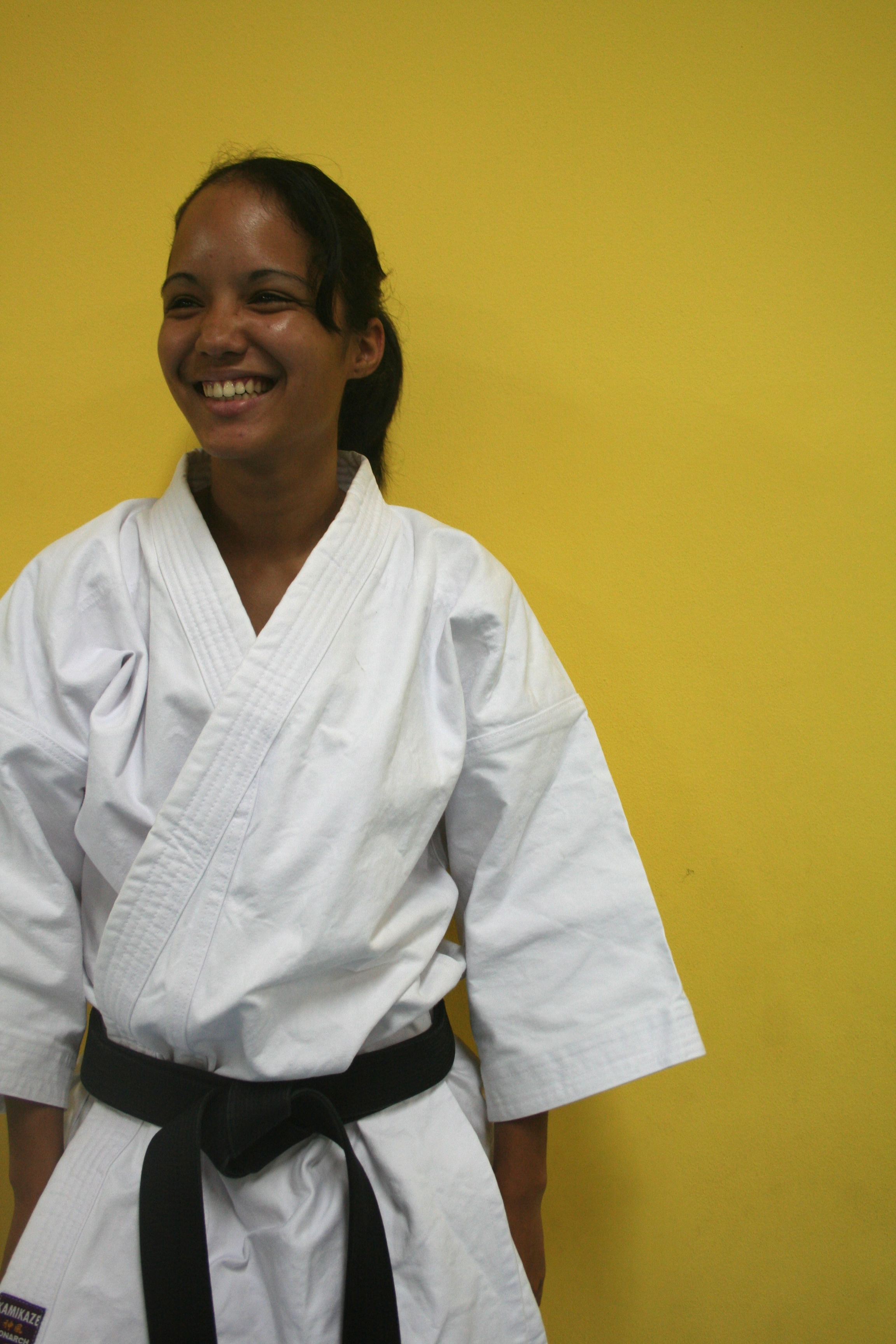
レユニオン島出身のエマニュエル・フュモン選手は、2005年ジュニア空手道選手権大会、型個人女性で優勝し、2008年ジュニア・ヨーロッパ選手権大会では、銅メダルを獲得した。

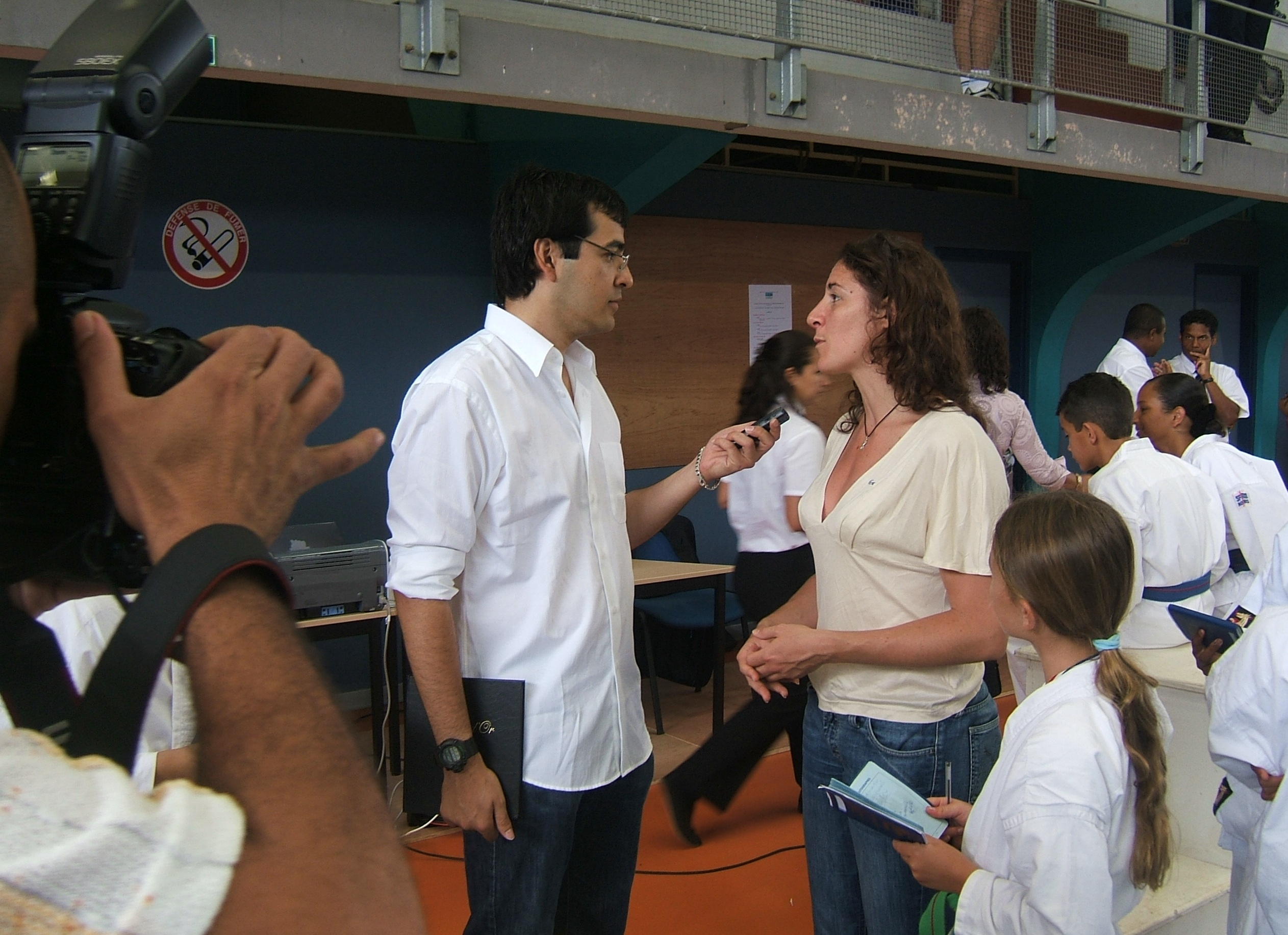
レユニオン島ブラ＝パノンにある道場にてジャーナリストのインタビューに答えるフランス本土出身者（メトロポリテーヌ）、ロランス・フィッシャー選手。彼女が2006年フィンランドのタンペレで開催された世界空手道選手権大会で優勝（組手60kg級女性）の栄冠を手にした数日後。

レユニオンの空手事情（レユニオンのからてじじょう）では、フランスの海外県の一つであるインド洋に浮かぶ島レユニオン島における空手について記述する。
レユニオン島では空手はとても人気のあるスポーツの一つとなっている。フランス空手道連盟の地方スポーツリーグにあたる空手道レユニオン・リーグ（la Ligue de karaté de La Réunion）は、 2007年時点までのトータルで4042枚の空手道又はこれに準じる格闘技の免状を発行した。ここに至って空手とそのヴァリアントは、レユニオンで集計されたところに基づくと、サッカー、テニス、ハンドボール、水泳に次いで五番目に競技人口の多いスポーツとなった。空手に次いで競技人口の多いスポーツは、柔道、ペタンク、陸上競技、体操競技、馬術の順になる。また、レユニオンで2000を超えるライセンス保持者がいるとされる12の競技スポーツの中で空手は、フランス全土の競技人口に対してレユニオンの競技人口が占める割合が比較的高い競技であり、2.1%を占める。
レユニオン島は、フランス選手権大会における優勝者を数多く輩出してきた。その者たちの多くは型の部門であるが、組手の優勝者も少しだけいる。レユニオンの競技者の中には、ヨーロッパ選手権大会で優勝したり、世界ジュニアで優勝したりした者もいるが、大人も参加する世界空手道選手権大会の組手で優勝したのはリュシ・イグナースがはじめてである。多くのタイトルを獲得したその他の競技者としては、当地の空手道の発展に大きく寄与したシャン＝リャ（Chan-Liat）家の人々や、Jean-François Lebon, Joël Carpin, Latifa Dittoo, Emmanuelle Fumonde, などの選手がいる。